# Allium opacum
Allium opacum är en amaryllisväxtart som beskrevs av Karl Heinz Rechinger. Allium opacum ingår i släktet lökar, och familjen amaryllisväxter. Inga underarter finns listade i Catalogue of Life.